# Google Penguin
Google Penguin is een aanvulling op het algemene algoritme van Google dat sinds 2013 "Google Hummingbird" genoemd wordt. Google Penguin beoordeelt de kwaliteit van links tussen websites met als doel misbruik tegen te gaan.

## Ontstaansgeschiedenis
Google Penguin werd aangekondigd op 24 april 2012 via de Google Webmaster Central Blog De aankondiging had het eerst over een "Webspam Update'. Maar toen "Search Engine Land" besloot om de naam "Titanic Update" te hanteren reageerde Google door de update de Penguin Update te noemen.

## Doel
Het doel van Penguin is websites bestraffen die zich bezighouden met linkbuilding technieken die niet voldoen aan de Richtlijnen voor Webmasters van Google. Denk hierbij aan het automatisch genereren van links, linkuitwisselingsprogramma's of het kopen van links.

## Bevestigde Google Penguin Updates
- Penguin 1 op 24 april 2012[6]
- Penguin 2 op 26 mei 2012[7]
- Penguin 3 op 5 oktober 2012[8]
- Penguin 4 (ook wel Penguin 2.0 genoemd) op 22 mei 2013[9]
- Penguin 5 (ook wel Penguin 2.1 genoemd) op 4 oktober 2013[10]
- Penguin 6 (ook wel Penguin 3.0 genoemd) op 17 oktober 2014[11]
- Penguin 7 (ook wel Penguin 4.0 genoemd) op 23 september 2016[12]